# الخطوط الجوية القبرصية
الخطوط الجوية القبرصية ( باليونانية : Κυπριακές Αερογραμμές) هي الناقل الرسمي لقبرص ، ومقرها في مطار لارنكا الدولي . بدأت عملياتها في 1 يونيو 2017.

## تاريخ
استأنفت الخطوط الجوية القبرصية عملياتها في عام 2016 بعد أن فازت شركة قبرصية ناشئة، تشارلي إيرلاينز المحدودة، بحقوق استخدام العلامة التجارية للخطوط الجوية القبرصية. يتضمن شعار شركة الطيران غصن زيتون ، الرمز الرئيسي لقبرص .
في مارس 2017، حصلت شركة الطيران على شهادة المشغل الجوي من إدارة الطيران المدني القبرصية ، إيذانًا ببدء الخدمة التجارية لشركة الطيران.
في عام 2019، نقلت الخطوط الجوية القبرصية 400 ألف مسافر.

## الأماكن
اعتبارًا من أكتوبر 2023، تقوم الخطوط الجوية القبرصية بتشغيل رحلات مجدولة إلى الوجهات التالية:
| البلد                    | المدينة   | المطار                            | الحواشي        | الحكام |
| ------------------------ | --------- | --------------------------------- | -------------- | ------ |
| قبرص                     | لارنكا    | مطار لارنكا الدولي                | محور خطوط جوية |        |
| قبرص                     | بافوس     | مطار بافوس الدولي                 | محور خطوط جوية |        |
| فرنسا                    | باريس     | مطار شارل ديغول                   |                |        |
| إيطاليا                  | روما      | مطار ليوناردو دا فينشي فيوميتشينو |                |        |
| إيطاليا                  | ميلان     | مطار ميلانو مالبينسا              |                |        |
| الجمهورية التشيكية       | براغ      | مطار أوشكلاف هافل براغ            | رحلات موسمية   |        |
| مصر                      | القاهرة   | مطار القاهرة الدولي               | رحلات موسمية   |        |
| اليونان                  | أثينا     | مطار أثينا الدولي                 |                |        |
| اليونان                  | هيراكليون | مطار هيراكليون الدولي             |                |        |
| اليونان                  | سالونيك   | مطار سالونيك                      |                |        |
| اليونان                  | بريفيزا   | مطار أكتيون الوطني                | رحلات موسمية   |        |
| اليونان                  | سكياثوس   | مطار سكياثوس الدولي               |                |        |
| اليونان                  | سانتوريني | مطار سانتوريني (ثيرا) الدولي      | رحلات موسمية   |        |
| اليونان                  | رودس      | مطار رودس الدولي                  | رحلات موسمية   |        |
| إسرائيل                  | تل أبيب   | مطار بن غوريون                    |                | [ 6 ]  |
| لبنان                    | بيروت     | بيروت-مطار رفيق الحريري الدولي    |                |        |
| أرمينيا                  | يريفان    | مطار زفارتنوتس الدولي             |                |        |
| سويسرا                   | بازل      | يوروالمطار بازل مولهاوس فرايبورغ  | رحلات موسمية   |        |
| سويسرا                   | زفيرش     | مطار زيوريخ                       | رحلات موسمية   |        |
| الإمارات العربية المتحدة | دبي       | مطار دبي الدولي                   |                |        |
| بلجيكا                   | بروكسل    | مطار بروكسل                       |                | [ 7 ]  |

## اتفاقيات المشاركة بالرمز
تشترك الخطوط الجوية القبرصية بالرمز مع شركات الطيران التالية:
- الخطوط الجوية ايجه [8]
- طيران البلطيق
- طيران بلغاريا [9]
- الخطوط الجوية القطرية [10]
- الخطوط الجوية S7 [11]

لدى الخطوط الجوية القبرصية أيضًا اتفاقية مشتركة مع Sky Express .

## أنظر أيضا
- قائمة شركات الطيران في قبرص